# 地域医療機能推進機構中京病院附属看護専門学校
地域医療機能推進機構中京病院附属看護専門学校（ちいきいりょうきのうすいしんきこうちゅうきょうびょういんふぞくかんごせんもんがっこう）は、愛知県名古屋市にあった医療系専門学校。中京病院を母体病院とし、南隣りに隣接していた。

## 学科
- 看護学科3年制

## 沿革
- 1949年（昭和24年） - 社会保険中京准看護学院、開校。
- 1960年（昭和35年） - 社会保険中京高等看護学院（2年課程）に変更。
- 1994年（平成6年） - 校舎および学生寮を現在地に新築、移転。
- 1995年（平成7年） - 社会保険中京看護専門学校（3年課程）に変更。
- 2018年（平成30年） - 入学生の募集を停止。
- 2021年（令和3年） - 閉校[1][2]。

## 交通アクセス
- 名鉄・神宮前駅下車、
  - 名古屋市バス乗車、「神宮東門」からバス停、「中京病院前」下車。
    - 7番のりば 栄21 泉楽通四丁目(中京病院経由)
    - 7番のりば 金山19 泉楽通四丁目(中京病院経由)
    - 8番のりば 金山19 ワイルドフラワーガーデン
    - 10番のりば 金山19 ワイルドフラワーガーデン・潮見町南
    - 9番のりば 神宮12 鳴尾車庫
    - 10番のりば 神宮16 神宮東門(豊本通経由右回り)
    - 9番のりば 神宮16 神宮東門(道徳通経由左回り)
    - 9番のりば 南巡回 神宮東門(道徳通経由左回り)
    - 10番のりば 南巡回 神宮東門(豊本通経由右回り)